# 한왕 안
한왕 안은 전국시대 한의 마지막 군주이다. 시호가 없으며 이름이 안(安)이다. 기원전 238년 즉위하였고, 기원전 230년에 진시황의 침공으로 항복하여 한이 망하였다. 한비자는 한나라의 여러 공자 중 한 명인데, 한왕 안의 동생으로 추정된다. 기원전 228년에 한의 옛 수도인 신정에서 한의 옛 귀족들이 모여 반란을 일으켰으나 진압되었고, 그 책임을 물어 진나라가 한왕 안을 죽였다.